# Emil Künoldt
Emil Künoldt (* 21. Juni 1850 in Großfurra; † 8. Januar 1920 in Oldenburg (Oldb)) war ein deutscher Lehrer am Evangelischen Lehrerseminar Oldenburg, das er von 1897 bis 1919 als Direktor leitete.

## Leben
Künoldt war der Sohn eines Pfarrers und besuchte das Gymnasium in Gotha. Von 1872 bis 1876 studierte er in Leipzig und Göttingen Theologie, Philosophie, Philologie und Germanistik. Nach dem Studium trat er 1877 als Lehrer in das Kollegium des evangelischen Lehrerseminars Oldenburg ein, wo er seine gesamte Berufszeit bis 1919 verbringen sollte. 1879 wurde er 1. Seminarlehrer und bekam 1886 der Titel Oberlehrer verliehen. Seit 1897 war er Seminardirektor. Am Seminar unterrichtete Künoldt in dozierender Lehrform Deutsch, Geschichte und Religion. Aufgrund seiner Verdienste als Seminardirektor und neben amtlicher Schulinspektor berief ihn das zuständige oldenburgische Ministerium 1906 als außerordentliches Mitglied in das Evangelische Oberschulkollegium, 1911 wurde er dort Mitglied für Volksschulsachen und Ende 1912 zum Oberschulrat ernannt. Unter Künoldt wurde das Seminar von einer vierklassigen zu einer sechsklassigen Anstalt ausgebaut.
Von 1902 bis 1908 gehörte Künoldt außerdem dem Oldenburger Stadtrat an, war Mitglied des Gustav-Adolf-Vereins und des oldenburgischen Literarisch-geselligen Vereins, dessen Vorsitz er 1904/05 als Präsident übernahm.
Nebenbei war Künoldt auch wissenschaftlich-schriftstellerisch tätig und gab 1908 zusammen mit Emil Pleitner unter anderem ein Lesebuch für die Oberstufe der Volksschulen des Herzogtums Oldenburg heraus, für das er auch einige geschichtliche Lesestücke beisteuerte.
Bei Ausbruch des Ersten Weltkriegs meldeten sich viele Schüler und Lehrkräfte des Seminars freiwillig zum Kriegsdienst oder wurden eingezogen. Künoldt, der den Krieg ablehnte, versuchte dies zu unterbinden, war aber letztlich nicht erfolgreich und zahlreiche Seminarteilnehmer und einige Lehrkräfte fielen im Krieg. Künoldt konnte als Konservativer und Monarchist, der vom Idealismus und Fortschrittsglauben des beginnenden 20. Jahrhunderts geprägt war, die Kriegskatastrophe mit den Millionen Toten, der Niederlage und auch der Flucht des Kaisers nicht verwinden und schied, durch die Ereignisse physisch und psychisch gebrochen, auf eigenen Wunsch zum 1. Juli 1919 aus dem Dienst aus. Zu einem Neuanfang des Lehrbetriebs am Seminar, das durch den Krieg stark gelitten hatte, fand er nicht mehr die Kraft und er beging am 8. Januar 1920 Suizid.
Während des Krieges sammelte Künoldt Feldpostbriefe und -postkarten sowohl von Seminarangehörigen als auch ehemaligen Seminaristen, nun Volksschullehrern, die mit ihm in Kontakt standen. Die Sammlung befindet sich heute im Bestand des Lehrerseminars des Landesarchivs Oldenburg.
Künoldt war verheiratet mit Thekla geb. Lange (1856–1920) und hatte acht Kinder.

## Auszeichnungen
- Oldenburgischer Haus- und Verdienstorden des Herzogs Peter Friedrich Ludwig
  - 1910 Ritterkreuz II. Klasse mit der silbernen Krone